# Karbon
Grundämnet "carbon/karbon" hittas under kol
| Karbon 359 miljoner – 299 miljoner år före nutid | Karbon 359 miljoner – 299 miljoner år före nutid | Karbon 359 miljoner – 299 miljoner år före nutid | Karbon 359 miljoner – 299 miljoner år före nutid |
| Period (System)                                  | Epok (Serie)                                     | Ålder (Etage)                                    | Miljoner år sedan                                |
| ------------------------------------------------ | ------------------------------------------------ | ------------------------------------------------ | ------------------------------------------------ |
| Perm                                             | Cisural                                          | Assel                                            | senare                                           |
| Karbon                                           | Pennsylvania                                     | Gzhel                                            | 304–299                                          |
| Karbon                                           | Pennsylvania                                     | Kasimov                                          | 307–304                                          |
| Karbon                                           | Pennsylvania                                     | Moskva                                           | 315–307                                          |
| Karbon                                           | Pennsylvania                                     | Basjkir                                          | 323–315                                          |
| Karbon                                           | Mississippi                                      | Serpuchov                                        | 331–323                                          |
| Karbon                                           | Mississippi                                      | Visé                                             | 347–331                                          |
| Karbon                                           | Mississippi                                      | Tournai                                          | 359–347                                          |
| Devon                                            | Yngre devon                                      | Famenne                                          | tidigare                                         |

Karbon är en geologisk period som varade för cirka 359–299 miljoner år sedan. Karbon brukar kallas "kolets tidsålder" och mycket av världens resurser av fossila bränslen bildades under denna period. Det finns inga bergarter i Sverige från tidsperioden.
Namnet Karbon användes första gången 1822 av William Conybeare och William Phillips om avlagringarna från denna period, dess avgränsningar bestämdes närmare 1839 av Roderick Murchison. I Norden var Karbons exakta avgränsning länge okänd då välbevarade lagerföljder saknades. I USA förekommer Karbon form av två lagerföljder, varav den äldre kallas mississippian och den yngre pennsylvanian.
| Fanerozoikum                 | Fanerozoikum       | Fanerozoikum | Fanerozoikum      |
| Eon                          | Era                | Period       | Miljoner år sedan |
| ---------------------------- | ------------------ | ------------ | ----------------- |
| Fanero- zoikum               | Kenozoikum         | Kvartär      | 2,6–0,0           |
| Fanero- zoikum               | Kenozoikum         | Neogen       | 23–2,6            |
| Fanero- zoikum               | Kenozoikum         | Paleogen     | 66–23             |
| Fanero- zoikum               | Mesozoikum         | Krita        | 145–66            |
| Fanero- zoikum               | Mesozoikum         | Jura         | 201–145           |
| Fanero- zoikum               | Mesozoikum         | Trias        | 252–201           |
| Fanero- zoikum               | Paleozoikum        | Perm         | 299–252           |
| Fanero- zoikum               | Paleozoikum        | Karbon       | 359–299           |
| Fanero- zoikum               | Paleozoikum        | Devon        | 419–359           |
| Fanero- zoikum               | Paleozoikum        | Silur        | 444–419           |
| Fanero- zoikum               | Paleozoikum        | Ordovicium   | 485–444           |
| Fanero- zoikum               | Paleozoikum        | Kambrium     | 541–485           |
| Protero- zoikum              | Neoprotero- zoikum | Ediacara     | tidigare          |
| Se även Geologisk tidsskala. |                    |              |                   |

## Geografi
Under karbon var de flesta av jordens kontinenter samlade i två större kontinenter, en nordlig, Laurasien och en sydlig Gondwanaland. Under karbon närmade sig kontinentblocken varandra alltmer; Laurussia utökades genom att områden som idag motsvaras av Kazakstan och Sibirien anslöts till kontinenten. Samtidigt kolliderade Laurasien med Gondwana vid ekvatorn och kom att bilda en superkontinent, Pangea.

## Klimat
Under karbon skedde en nedisning kring sydpolen (Karooistiden) och radikala havsnivåsänkningar.

## Flora
Under karbon bildades sumpskogar som bestod av ormbunkar, fräken- och lummerväxter som växte i form av gigantiska träd, främst lummerväxter av släktena Lepidodendron och Sigillaria samt fräkenväxtsläktet Calamites. Det är bland annat dessa skogar som under årens lopp bildat det kol, framför allt stenkol, och den olja som idag utvinns som fossila bränslen. Ett karakteristisk inslag mot slutet av perioden och den efterföljande permperioden var den nakenfröiga, trädformiga Glosspteris, vars tungformiga blad fälldes årstidsmässigt. De trädformiga lummerväxterna dog nästan helt ut före karbons slut och andra växttyper, främst ormbunkar och fröormbunkar fick större betydelse i de gamla sumpskogsområdena. Bland dessa ormbunkar märks Cordaitales.
I sumpskogarna levde flygande insekter av ovanligt stora dimensioner. Man har bland annat påträffat trollsländor med ett vingspann på 75 cm. Bland insekterna dominerade de rovlevande as- och allätarna; växtätande insekter var sällsynta. Man känner till 800 arter av kackerlackor från karbon.
På land började de första barrträden träda fram.

## Fauna
Bland fossilen från havsdjur är skalen från armfotingar av släktet Productus vanliga, liksom av goniatiter, en bläckfisksläkting med spiralvridet kamrat yttre skal. Blastoidéerna dominerade bland de fastsittande tagghudingarna vid många kuster. En nyhet under yngre karbon var de risgrynsformade och upp till centimeterstora fusuliniderna, den första storvuxna gruppen bland de encelliga foraminifererna.
Andra arter från tiden är krinoidéer, de äldsta reguljära sjöborrarna, och armfotingar av släktet Spirifer.
Flera arter som dominerat under stora delar av paleozoikum dog ut vid karbons slut. Hit hörde en viktig trilobitgrupp och graptoliterna.
De bepansrade fiskar som länge härskat i haven dog ut och ersattes av mer lättrörliga. Bland fiskarna var hajarna de dominerande och de uppvisade stor variation. Strålfeniga fiskar representerades av en ålderdomlig grupp där störar och fengäddor förekommer idag. Bland ryggradsdjuren på land var groddjuren de klart dominerande under hela perioden. Mot slutet av perioden påträffades de första reptilerna. De flesta landdjur var ännu köttätare liksom sina förfäder i vattnet.

## Europa
I västra Europa där karbon först undersöktes, är dess nedre delar, bergkalken eller Fusulinakalken, en marin bildning, på vissa håll mer än 1000 meter tjock, och den övre består av sandsten, som innehåller skifferleror och kolflötser. Övre delen av karbon utgörs av ett stenkolslager i Storbritannien och Belgien genom Centraleuropa till norr om Svarta Havet,  medan i norra Ryssland, Spetsbergen och de arktiska områdena övre karbon är marint bildad med fossilrika kalkstenar. I Donetsbäckenet i södra Ryssland finns kolflötser i nedre karbon. Marin yngre karbon förekommer i Alperna, i området för Tethyshavet som under karbon skilde den norra kontinenten från den södra.
I Sverige, som har varit land under denna tid, har lager från karbon troligen en gång funnits, men de är idag bortsopade av inlandsisarna. Rester av fossil från karbon har dock hittats omlagrade i yngre sediment.

## Bilder

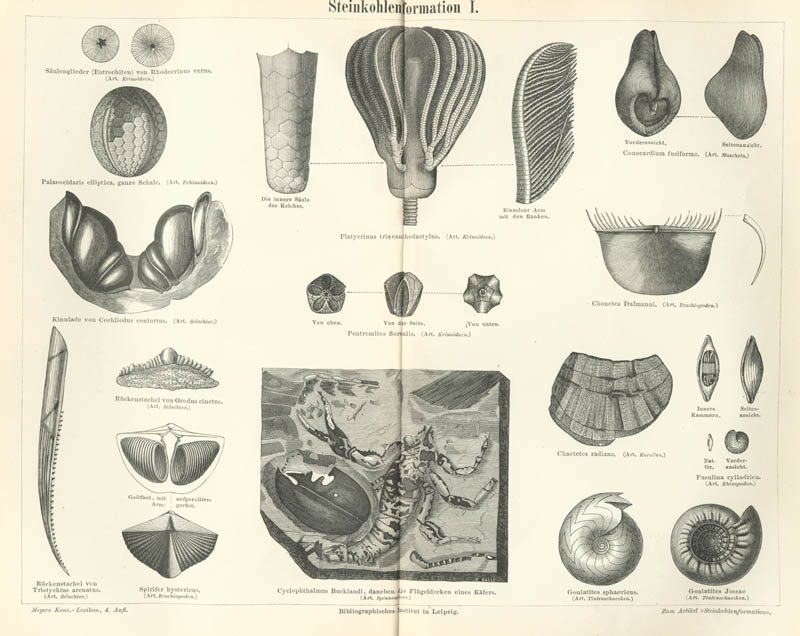
Bilder av olika fossil från karbon.
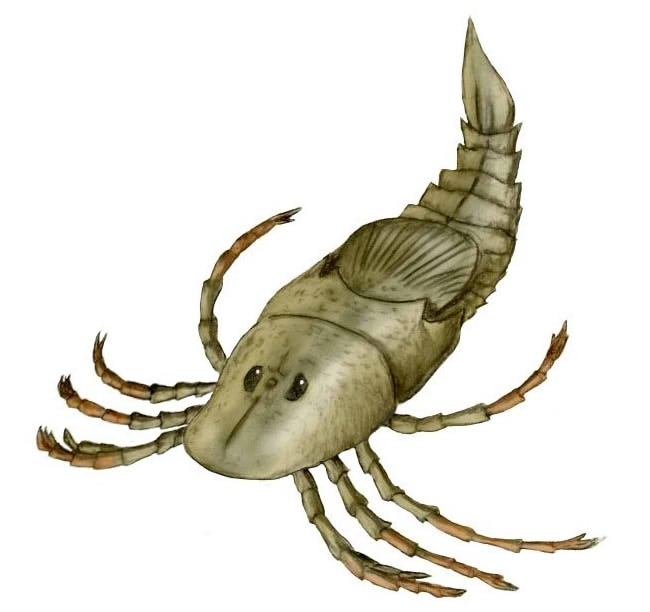
Megarachne servinei, en havsskorpion.
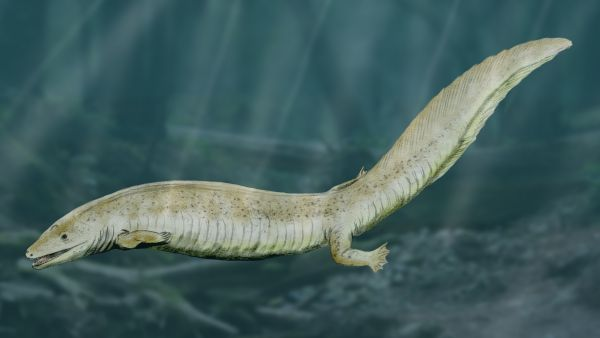
Eogyrinus
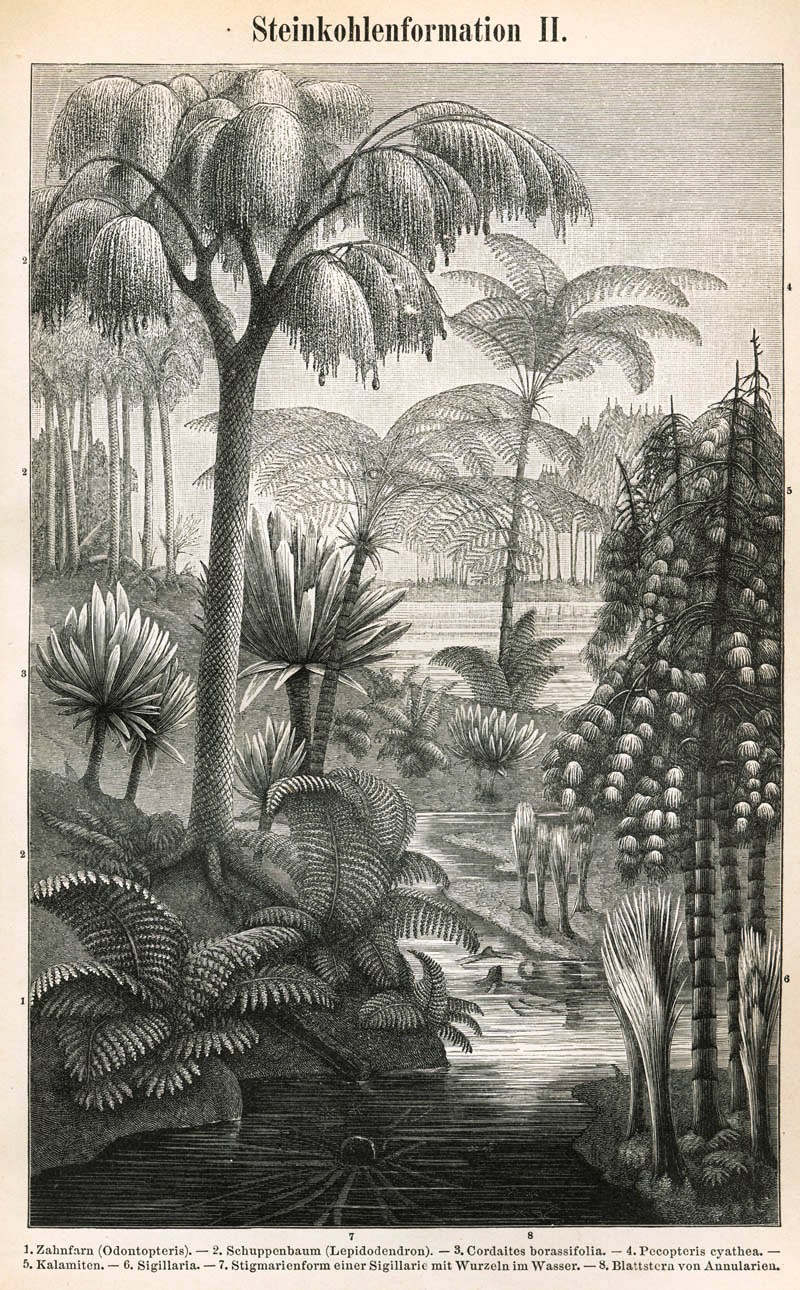
Hur växtligheten skulle kunna ha sett ut under karbon.